# Великолепная семёрка (фильм, 1960)
«Великолепная семёрка» (англ. The Magnificent Seven) — американский художественный фильм 1960 года, классический вестерн Джона Стёрджеса, адаптация философской драмы Акиры Куросавы «Семь самураев».
Номинация на премию «Оскар» за музыку Элмера Бернстайна.
В 2013 году фильм вошёл в Национальный реестр фильмов Соединённых Штатов Америки, будучи «культурно, исторически или эстетически» значимым.

## Сюжет
Действие фильма происходит в 1880-х годах на границе США и Мексики. Мексиканскую деревушку регулярно грабит шайка Кальверы. Банда появляется регулярно, каждый год, но никогда не отбирает всё — она оставляет ровно столько, чтобы крестьяне смогли дожить до следующего урожая. Крестьяне больше не в состоянии откупаться от бандитов, но и противостоять вооружённой банде не в состоянии. Старик, живущий неподалёку от деревни, советует попытаться оказать сопротивление. Он отдаёт им единственную ценную вещь — золотые часы, чтобы они смогли купить хоть какое-нибудь оружие.
Крестьяне приезжают в крохотный американский городок и становятся свидетелями конфликтной ситуации: умер индеец и несколько местных жителей препятствуют захоронению «краснокожего» на городском кладбище. Место струсившего кучера катафалка занимает некий пришелец Крис Адамс, к нему присоединяется другой бродяга — Вин. Местные пытаются помешать им, но после короткой перестрелки, в ходе которой чужаки убедительно доказывают своё превосходство во владении оружием, индейца всё-таки хоронят на кладбище.
Вечером крестьяне находят Криса и просят помочь им с покупкой оружия, в котором они совершенно не разбираются. Крис, сомневаясь в умении крестьян пользоваться им, советует лучше нанять бойцов для защиты деревни. У крестьян почти ничего нет, но они говорят, что готовы отдать всё, что у них есть — впечатлённый Крис задумчиво произносит: «Мне часто предлагали много. Но мне никогда не предлагали всё». Он обещает постараться найти ещё людей, согласных на более чем скромную оплату — фактически жильё и еду. Первым Крису предлагает свои услуги молодой Чико, которого впечатлило мастерское обращение Криса с револьвером. Однако Крис легко демонстрирует парню недостаточность его навыков и отсылает, не желая брать в серьёзное дело горячего, но неопытного новичка. Вторым становится приятель Криса Гарри Лак, который убеждён, что на самом деле Крис затевает поиски спрятанных мексиканцами сокровищ. Следующим добровольцем становится Вин, который все свои деньги проиграл в кости. Бернардо О’Рэйли в данный момент тоже на мели и зарабатывает на жизнь колкой дров. Затем Крис и Вин становятся свидетелями драмы: Бритт, мастер по метанию ножей, которого совершенно посторонние спорщики фактически вынудили вступить в поединок «нож против револьвера», выигрывает его, убив своего противника, и теперь ему ничего не остаётся, как принять приглашение Криса. Последним присоединяется щёголь Ли, который после очередной кровавой разборки скрывается от представителей закона и хочет на какое-то время затаиться. Шестеро стрелков в сопровождении крестьян отправляются в Мексику. Чико упорно следует за отрядом, и Крис с товарищами, впечатлённые его настойчивостью, в конце концов соглашаются взять его в свою команду.
Прибыв в деревню, стрелки обнаруживают, что перепуганные их приближением крестьяне попрятались в домах. Чико забирается на колокольню и звоном устраивает среди крестьян переполох. Когда те сбегаются на деревенскую площадь, он высмеивает их трусость, говоря, что они боятся даже тех, кто пришёл их защитить, и не способны на элементарное гостеприимство. Наблюдавший за ним Крис резюмирует: «Ну вот, теперь нас семеро».
Когда в деревню возвращаются бандиты Кальверы, они обнаруживают, что у крестьян появились защитники. После короткой перестрелки, в которой банда теряет одиннадцать из сорока двух своих членов, бандиты обосновываются неподалёку — у них кончилась провизия, они не могут уйти с пустыми руками и намерены добиться своего. Чико, никого не предупредив, пробирается в их лагерь и выясняет, что Кальвера снова готовится к нападению. Стрелки решают атаковать бандитов в их лагере, но лагерь оказывается пуст — бандиты успели в отсутствие Криса и его людей захватить деревню. Оказывается, некоторые крестьяне отказались защищаться и приняли решение впустить Кальверу в село, надеясь на пощаду.
Люди Кальверы застают врасплох вернувшихся в деревню стрелков, и у Криса не остаётся иного выбора, как разоружить своих бойцов.
Кальвера высмеивает позорную трусость крестьян, отпускает стрелков и даже возвращает им оружие, когда отряд достаточно далеко отъезжает от деревни.
Однако стрелки не способны бежать от врага. Они поворачивают обратно и снова атакуют грабящих деревню бандитов, которые не ожидали, что американцы осмелятся вернуться. В завязавшейся схватке гибнут Бернардо, Ли и Бритт. Гарри ценой своей жизни спасает Криса и умирает у него на руках — с улыбкой, услышав сладкую ложь «о сокровищах». Крис убивает Кальверу, который, даже уже умирая, так и не способен понять, почему такой человек решил снова рискнуть своей жизнью ради «каких-то крестьян».
Когда сражение заканчивается, из стрелков в живых остаются только трое — Крис, Вин и Чико. Чико, влюбившийся в местную девушку, остаётся в деревне. Крис, проводив его и оглядываясь на могилы Гарри, Бернардо, Ли и Бритта, задумчиво говорит Вину: 

Да, мы проиграли. Мы, как всегда, в проигрыше. Прав старик. Только крестьяне выиграли.
Оригинальный текст (англ.)The old man was right. Only the farmers won. We lost. We always lose.

## В ролях
— главная роль (Семёрка)
| Актёр                  | Роль             |
| ---------------------- | ---------------- |
| Юл Бриннер             | Крис Адамс       |
| Стив Маккуин           | Вин              |
| Хорст Буххольц         | Чико             |
| Чарльз Бронсон         | Бернардо О’Рейли |
| Джеймс Коберн          | Бритт            |
| Роберт Вон             | Ли               |
| Брэд Декстер           | Гарри Лак        |
| Илай Уоллак            | Кальвера         |
| Владимир Соколов       | старик           |
| Хорхе Мартинес де Ойос | Иларио           |
| Росенда Монтерос       | Петра            |
| Уит Бисселл            | Чэмли            |

## Создание
Мексиканские чиновники выдали разрешение на съёмку фильма при том условии, что крестьяне в фильме обязательно должны быть одеты в чистые белые рубахи. Кроме того, они потребовали, чтобы сценарист Уолтер Ньюман заранее выехал на место съёмок, чтобы познакомиться с жизнью мексиканских земледельцев, но Ньюман отказался. Изменения в сценарий вносил Уильям Робертс, и они были достаточно значительны, чтобы он получил место в титрах как соавтор сценария, однако Ньюман не захотел быть «соавтором» своего сценария и в итоге совсем снял своё имя из титров.
Актёрский состав фильма набирался очень быстро, чтобы закончить кастинг до начала очередной актёрской забастовки. На роль Вина пробовался тогда ещё совсем молодой Джин Уайлдер.
Первоначально на роль Бритта был утверждён Стерлинг Хэйден, но по неизвестной причине он не смог сниматься. Джеймса Коберна на роль Бритта предложил Роберт Вон: они с Коберном были друзьями ещё со школы. Коберн был большим поклонником «Семи самураев», и больше всего ему нравился самурай Киудзо, аналогом роли которого в «Великолепной семёрке» стала как раз роль Бритта.
Стив Маккуин очень хотел сниматься в этом фильме, но его отказались отпустить со съёмок телесериала «Разыскивается живым или мёртвым». Маккуин, однако, разбил машину и, сказавшись больным, снялся в «Великолепной семёрке» втайне от телестудии.
На съёмочной площадке фильма Юл Бриннер отпраздновал свадьбу с Дорис Клайнер. Бриннер, который был ниже ростом, чем Стив Маккуин, строго следил, чтобы в кадре с Маккуином он выглядел выше. Для этого на том месте, где должен был стоять Бриннер, насыпался холмик земли. Маккуин, проходя мимо таких холмиков, из вредности каждый раз их притаптывал. Бриннер и Маккуин постоянно соперничали в кадре: Маккуин нарочно «перетягивал на себя одеяло», сдвигая шляпу на затылок или на переносицу или делая ещё что-то необязательное, но хорошо заметное камере. Бриннера это очень раздражало, он даже нанял специального ассистента, чтобы тот считал, сколько раз во время съёмок Маккуин без необходимости поправит шляпу.
Будущий знаменитый композитор Джон Уильямс участвовал в записи музыки к этому фильму: он играл в оркестре на рояле.

## Отличия сюжета фильма от сюжета первоисточника
Для того чтобы получить разрешение на съёмки в Мексике, создателям фильма пришлось внести некоторые изменения в сценарий. В первоначальном его варианте, как и в фильме Куросавы, старейшина сразу предлагал крестьянам нанять защитников, но мексиканским чиновникам этот момент не понравился — по их мнению, это создавало впечатление, будто мексиканцы не могут сами себя защитить. В результате в фильме старейшина деревни посылает крестьян через границу с заданием купить оружие.
В «Великолепной семёрке» в роли Чико объединены черты двух персонажей «Семи самураев» — молодого самурая Кацусиро Окамото и самурая-самозванца Кикутиё. Даже имена подобраны сообразно. Кикутиё — значит мальчик, его так прозвали за то, что он предъявил самураям документы, в которых значилось, что ему 13 лет. Чико в переводе с испанского так же означает — мальчик, он самый молодой из всей семерки.
Из сюжета «Великолепной семёрки» полностью исключена важная для «Семи самураев» сцена, в которой крестьяне убивают пленного бандита.
Огнестрельное оружие традиционно считалось неприемлемым для самураев, и в «Семи самураях» использовалось только бандитами. В «Великолепной семёрке» этот мотив совершенно исключён перенесением действия в конец XIX века.
В «Семи самураях» никто из бандитов не назван по имени, в то время как в «Великолепной семёрке» появляется важная для фильма роль Кальверы.
В финале «Семи самураев» чрезвычайно важно, что влюбившийся в крестьянку Кацусиро Окамото всё-таки покидает её — путь воина и путь крестьянина различны, они могут пересекаться лишь случайно. Для финала «Великолепной семёрки» столь же важным является то, что молодой стрелок Чико, бывший крестьянин, решает остаться в деревне.

## Прокат
В США фильм вышел в прокат 12 октября 1960 года, в Великобритании — 14 апреля 1961 года, в Швеции — 26 июня 1961 года, СССР — 18 июня 1962 года, в Чехословакии — 21 августа 1964 года.

## Критика
В статье The New York Times назвали ленту «бледной, претенциозной и сверхдолгой копией японского оригинала». Сам Куросава назвал этот ремейк хорошим и достаточно верным своему оригиналу.
В начале 1960-х годов картина вышла на экраны СССР, стала лидером проката, вызвав резонанс в стране и жёсткую критику тогдашнего генсека ЦК КПСС Никиты Хрущёва, заявившего, что фильм, где «бьют друг друга в лицо», плохо воздействует на воспитание молодёжи. Советская критика также стала обвинять американский фильм за большое количество сцен насилия и убийства, обвиняя режиссёра в негативном влиянии на воспитание молодёжи.
По мнению Андрея Тарковского фильм является стандартным и предсказуемым: «Зритель заранее знает, что должно случиться, но смотрит потому, что все это блистательно решено в жанровых, стилевых законах вестерна. Это не искусство. Это коммерческое предприятие. Какие бы замечательные идеи ни вкладывались, все липа, фальшь, нелепость».

## Наследие
Многие моменты фильма были спародированы в комедии Джона Лэндиса «Три амигос» (¡Three Amigos!, 1986). Музыку для этого фильма, как и для «Великолепной семёрки», написал Элмер Бернстайн.
Образ героя Бриннера также был юмористически переосмыслен в фантастическом романе Аркадия Стругацкого «Экспедиция в преисподнюю», где действует бритоголовый капитан космических пиратов Двуглавый Юл, в финале перевоспитывающийся в хорошего.
1 января 2016 года в широкий прокат вышел фильм Квентина Тарантино «Омерзительная восьмёрка», название которого является аллюзией к «Великолепной семёрке».
В апреле 2023 года стало известно что автор сериала Настоящий детектив, Ник Пиццолатто, запустил разработку сериал по мотивам фильма Великолепной семёрка. Созданием займётся Amazon Studios, Пиццолатто напишет сценарий также выступит исполнительным продюсером совместно Марком Джонсоном.

## Награды
- 1961 — номинация на премию «Оскар» за лучшую музыку к кинофильму.

## Продолжения и ремейки
- «Возвращение семёрки» (Return of the Seven или Return of the Magnificent Seven, 1966)
- «Ружья великолепной семёрки[англ.]» (Guns of the Magnificent Seven, 1969)
- «Великолепная семёрка снова в седле» (The Magnificent Seven Ride!, 1972)
- «Великолепная семёрка» (The Magnificent Seven, телесериал, 1998—2000)
- «Великолепная семёрка» (The Magnificent Seven, 2016)